# 米蘭·米洛塞維奇
米蘭·米洛塞維奇（1985年9月26日—）是一位波黑籃球運動員。他現在效力於希臘球隊雅典AEK。他也代表波黑國家籃球隊參賽。